# كنيس أفراهام أفينو

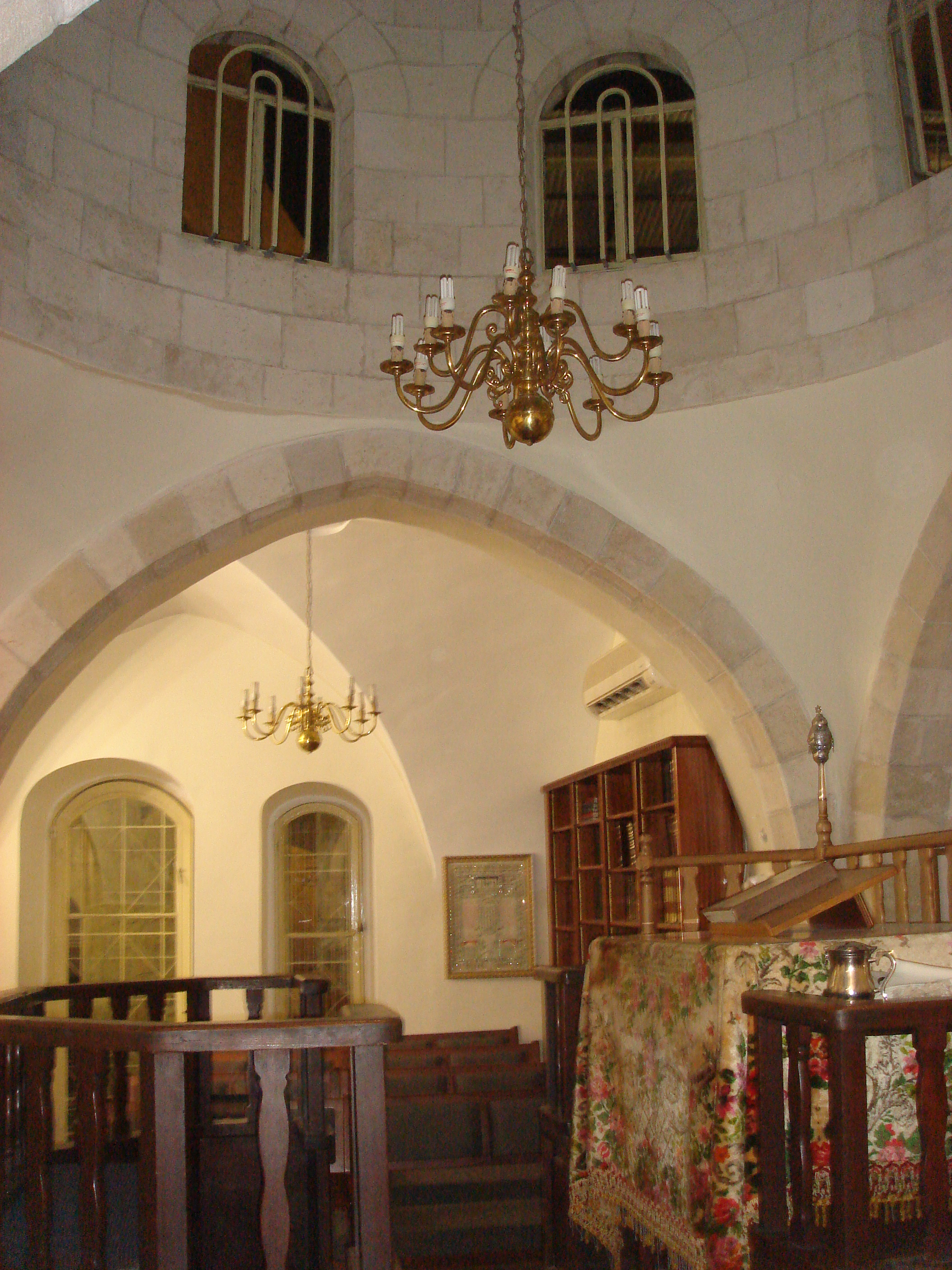
من الداخل 2008

كنيس أفراهام أفينو ((بالعبرية: בית הכנסת על שם אברהם אבינו‏) بناه الحاخام مالكئيل أشكنازي في الحي اليهودي في مدينة الخليل  عام 1540 في فلسطين. ويعتبر الهيكل المقبب رمزا المركز المادي للحي اليهودي في الخليل.
ويقع الكنيس في البلدة القديمة في الخليل، وأصبح المركز الروحي للمجتمع اليهودي هناك ومركزًا رئيسيًا لدراسة القبالة اليهودية. تم ترميمه عام 1738 وتم توسيعه عام 1864. ظل الكنيس فارغًا منذ مجزرة الخليل عام 1929  ودُمر بعد عام 1948.

## التاريخ

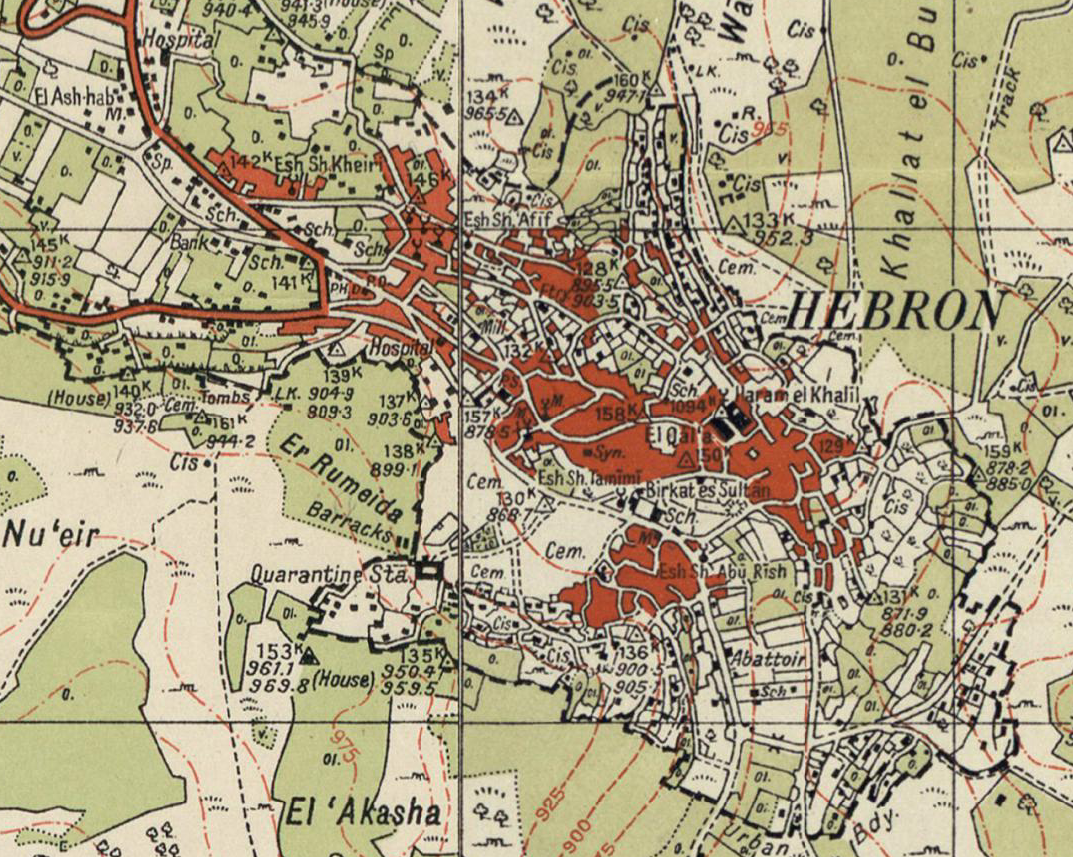
تم وضع علامة "سين" على المعبد على خريطة مسح لفلسطين في الأربعينيات من القرن الماضي لمدينة الخليل القديمة.

وقد أورد ذكر اكنيس أفراهام أفينو من قبل الحاخام نفتالي هيرتز بشراش في كتابه عام 1648 Emek HaMelech. يتناول هذا الكتاب موضوع القبالة اليهودية، ولكن في مقدمة الكتاب يذكر الكاتب قصة درامية عن كنيس أفراهام أفينو. 

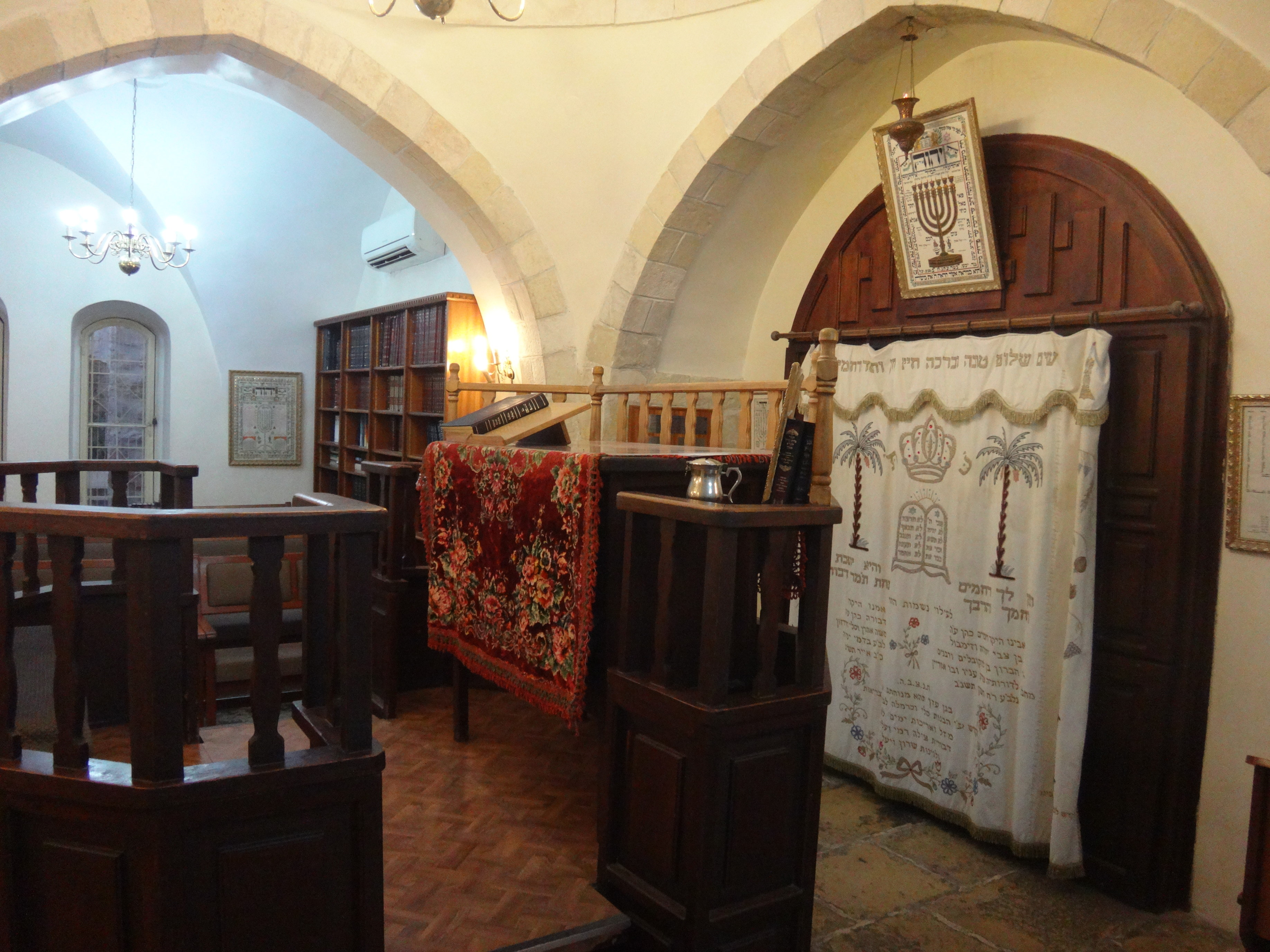

سيطر الأردن على المنطقة في عام 1948، حيث تم هدم الكنيس وإنشاء سوق للجملة ومكب نفايات ومرحاض عمومي في موقع الحي اليهودي. تحولت أنقاض الكنيس إلى حظيرة للماعز والحمير. تم تحويل ساحة «القباليين» المجاورة إلى مسلخ.

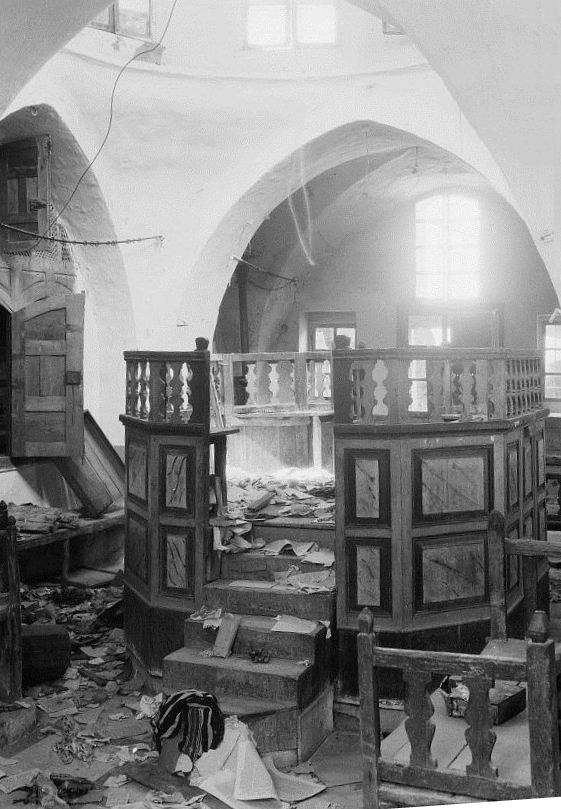
المعبد اليهودي في أعقاب أعمال الشغب عام 1929. الصورة: أرشيف مكتبة الكونغرس الأمريكية.

في عام 1971 أصدرت الحكومة الإسرائيلية موافقتها على إعادة بناء الكنيس والفناء والمباني المجاورة. وكانت أعمال الترميم قائمة في عام 1976. 

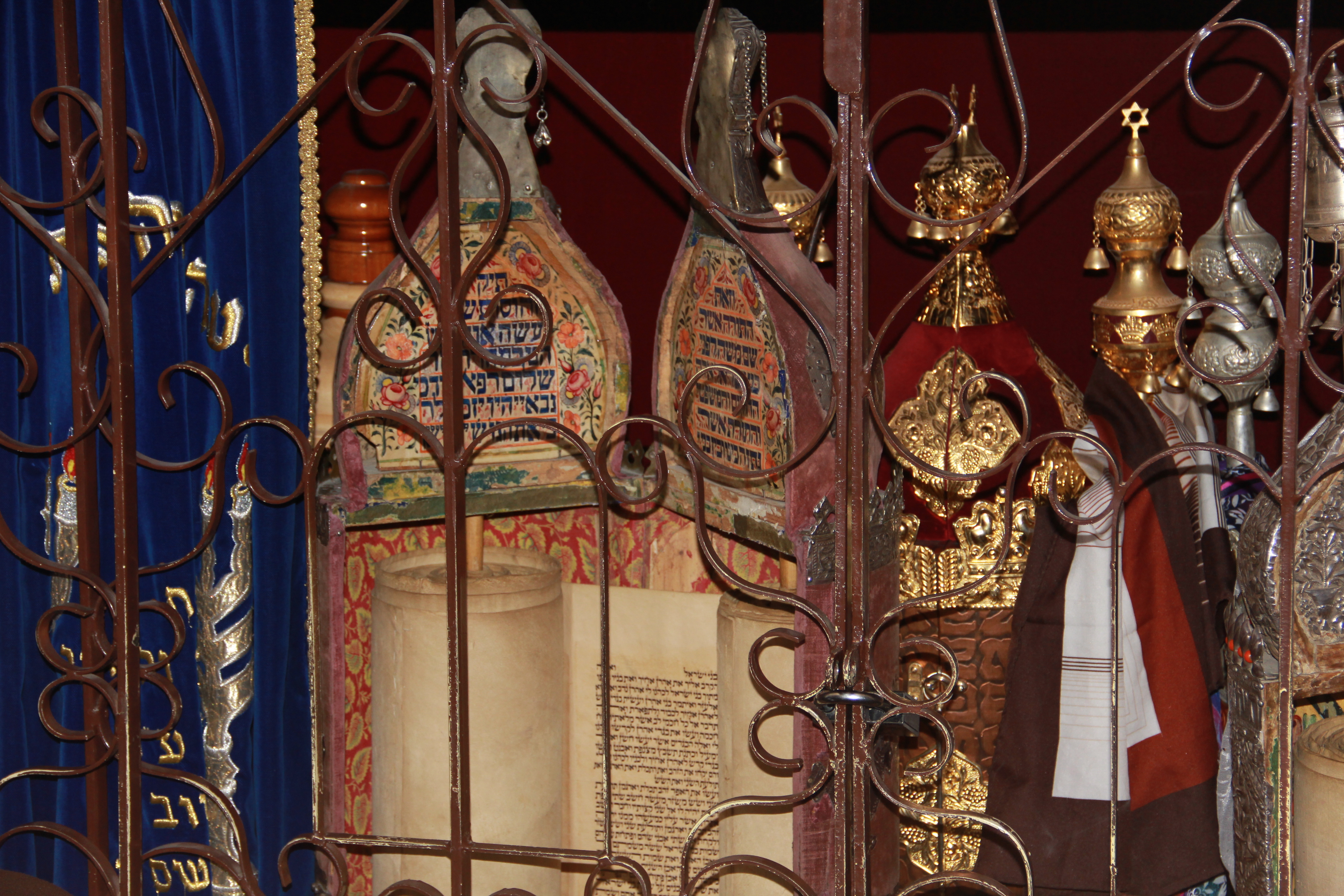
مخطوطات التوراة.

ويعتبر بن تسيون تافغر من سكان الخليل الرجل الذي كان له الدور الفعال في إعادة اكتشاف الكنيس اليهودي وإعادة بنائه.  وكان فيزيائيًا بارزًا في الاتحاد السوفيتي بجامعة غوركي، حيث اكتسب شهرة من خلال عمله في ظاهرة التناظر المغناطيسي. وانتقل إلى إسرائيل عام 1972 وعين برفيسورا في جامعة تل أبيب.  كتب تافجر في كتابه «خليلي» عن كنيس أفراهام أفينو: «تركت عيني تتجول في داخل الكنيس. كان لدي الوقت للتفكير والتذكر في حاله السابق قبل خمس أو ست سنوات، وفكرت في الأحداث المتوالية التي وقعت. عندما جئت إلى هنا لأول مرة، كان المكان يحمل بالفعل اسم» كنيس أفراهام أفينو«، ولكن يبدو أن اسمه منفصل تمامًا عن جوهره. . . بدا لي أنه من الواضح أنه كان علينا حفر وإزالة النفايات والقمامة من الموقع، للكشف عن روعة الكنيس حتى يراها الجميع.» 
وفي الوقت الحاضر يتم استخدام الكنيس الذي أعيد بناؤه وترميمه كل ليلة جمعة من قبل السكان اليهود في الخليل لأداء الصلوات فيه. الكنيس مفتوح أيضًا للزوار كل يوم من أيام الأسبوع حتى يتمكنوا من التعرف على تاريخ الكنيس وإقامة الصلوات الخاصة.
اليوم نرى في الكنيس هناك لوحة عليها غلاف كتاب Emek HaMelech والنص الكامل من الكتاب الذي يتحدث عن الكنيس، وهذه اللوحة معلقة على جدار كنيس أفراهام أفينو المعاد بناؤه.

## روابط خارجية
- معرض صور كنيس أفراهام أفينو بما في ذلك الصور القديمة والحديثة.
- موقع كنيس أبراهام أفينو
- صفحة كنيس أفراهام أفينو على موقع Hebron.com
- فيديو البروفيسور. بن تسيون تافغار يتحدث عن أعمال التنقيب في كنيس أبراهام أفينو (بالعبرية)
- فيديو لمحة تاريخية عن حي أبراهام أفينو